# Súper mejores amigos
«Super Best Friends» («Super mejores amigos» en Hispanoamérica) es el tercer episodio de la quinta temporada de la serie de televisión animada estadounidense South Park y el episodio 68 de la serie en general. Se emitió por primera vez en Comedy Central en los Estados Unidos el 4 de julio de 2001. En el episodio, Stan, Kyle, Cartman y Kenny descubren al mago David Blaine actuando en South Park y deciden unirse a su culto, los mentólogos. Stan descubre rápidamente que los mentólogos no son tan amables como todos piensan y trata de convencer a los otros chicos de que les han lavado el cerebro. Haciendo equipo con Jesús, Stan pide a los Super Mejores Amigos (una parodia de los Super Amigos), para destruir a Blaine y frustrar el pacto suicida masivo que ha lanzado. 
El episodio fue escrito por el cocreador de la serie Trey Parker y está calificado como TV-MA en los Estados Unidos. Representa a varias figuras religiosas, incluido Mahoma, cuya aparición en el momento de la emisión original causó poca o ninguna controversia. Tras las amenazas de muerte de los islamistas respecto a la representación de Muhammad en el episodio de 2010 titulado «201», el sitio web de South Park Studios ya no transmite «Super Best Friends», ni está disponible para transmisión o compra en tiendas en línea. El episodio ha sido reemplazado en South Park Studios con un aviso: «Nos disculpamos porque South Park Studios no puede transmitir “Super Best Friends”». El episodio también apareció en la distribución, pero se eliminó permanentemente después de las amenazas.[cita requerida] Es uno de los cinco episodios que no están disponibles en HBO Max, junto con «200» de la temporada 14 y el mencionado «201», así como «Cartoon Wars Parte I» y «Cartoon Wars Parte II» de la temporada 10. 
En 2013, los fanáticos votaron a «Super Best Friends» como el mejor episodio de la quinta temporada.

## Trama
David Blaine visita South Park, impresionando a los residentes de la ciudad, incluidos Kyle, Stan, Cartman y Kenny, con su magia callejera. Hipnotizados, los chicos se unen al culto de la "Mentología", con la esperanza de aprender más sobre la magia. Stan se vuelve cada vez más perturbado por el culto y pronto se va, pero Kyle se niega a unirse a él, por lo que Stan le pide ayuda a Jesús. Mientras tanto, Kyle y Cartman van de puerta en puerta en una campaña de reclutamiento, luciendo etiquetas con sus nombres etiquetadas como " Elder Kyle" y "Elder Cartman". 
Jesús aparece en el show de Blaine en Denver y lo desafía realizando el milagro de los panes y los peces, después de pedir que todos en la audiencia se den la vuelta; Blaine logra ganar a la multitud con encantamientos mucho más poderosos. Jesús requiere rápidamente la ayuda de los Super Mejores Amigos: un grupo de figuras religiosas importantes que incluyen a Mahoma, Buda, Moisés, Joseph Smith, Krishna, La-Tse y "Sea Man", un personaje parecido a Aquaman. Están dedicados a defender al mundo contra el mal (a excepción de Buda, que "realmente no cree en el mal"). 
Los mentólogos, mientras tanto, solicitan al gobierno la exención de impuestos. Su solicitud es denegada, y se les dice a todos los mentólogos que deben llevar a cabo un suicidio colectivo en Washington D. C.. Se muestra que Kyle escapó del control del culto, pero cuando trata de convencer a Cartman de que deben huir, Cartman lo informa, y Kyle es encarcelado en una burbuja de cristal y obligado a participar en el suicidio masivo. Cuando la noticia sobre el suicidio masivo llega a los Super Mejores Amigos, consultan a Moisés (visto anteriormente en  Jewbilee") para pedir consejo. 
En DC, los mentólogos comienzan a ahogarse en el estanque reflectante aunque solo tiene aproximadamente un pie de profundidad, mientras Cartman instala una manguera en la burbuja de vidrio de Kyle para llenarla de agua y así ahogarlo. Los Super Mejores Amigos llegan al lugar, a lo que Blaine responde animando la estatua de Abraham Lincoln para luchar contra ellos. 
Mientras tanto, Stan busca a sus amigos, primero encuentra a un "irreconocible" Kenny ahogado en la piscina y grita "¡Oh, Dios mío! ¡Mataron a Kenny! ", A lo que Kyle responde "¡Hijos de puta!", y alternativamente repiten sus eslóganes al estilo Marco Polo para encontrarse. Para derrotar a la estatua de Abraham Lincoln, los Super Mejores Amigos crean una estatua gigante animada de John Wilkes Booth, que le dispara en la cabeza, haciendo que se caiga y destroce la prisión de Kyle. Posteriormente, Joseph Smith usa sus poderes de hielo para congelar la piscina reflectante a fin de evitar más suicidios. 
Se revela que Cartman no ha logrado suicidarse, ya que sigue subiendo por aire. Blaine maldice a los Super Mejores Amigos por arruinar sus planes y se va volando en un cohete. Stan finalmente anuncia que cualquier religión que obligue a las personas a renunciar a su dinero o al control de sus vidas es realmente una secta. Después de su discurso, Kyle se reconcilia con Stan, se divierten pateando a Cartman en los testículos, y el episodio termina con los Super Mejores Amigos volando.